# Saint-Symphorien-des-Bois
Saint-Symphorien-des-Bois település Franciaországban, Saône-et-Loire megyében. Lakosainak száma 412 fő (2022. január 1.). Saint-Symphorien-des-Bois Dyo, Amanzé, Baudemont, Colombier-en-Brionnais, Curbigny, Saint-Germain-en-Brionnais és Vareilles községekkel határos.

## Népesség
A település népessége az elmúlt években az alábbi módon változott:
| Lakosok száma | 433  | 442  | 453  | 438  | 432  | 425  | 418  | 417  | 412  |
|               | 2013 | 2015 | 2016 | 2017 | 2018 | 2019 | 2020 | 2021 | 2022 |